# غرير آسيوي
غرير آسيوي هو أحد أنواع فصيلة الغرير يعيش في منغوليا، الصين، كازاخستان، قيرغيزستان، كوريا وروسيا.